# Ulrika Eleonora kyrka, Kristinestad
Ulrika Eleonora kyrka är en kyrkobyggnad i Kristinestad i Österbotten. Kyrkan är en omtyckt vigselkyrka. Kyrkan används bara sommartid. Kyrkan hör till de äldsta byggnader i staden och är samtidigt en av de bäst bevarade 1700-tals kyrkorna i Finland. Drottning Ulrika Eleonora den yngre har givit namn åt kyrkan.

## Bakgrund
Träkyrkan byggdes år 1700 efter att stadens första kyrka brann ner till grunden den 16 juni 1697. Byggandet av stenfoten leddes av byggmästaren Zachris Thomasson och Thomas Hindersson från Kauhajoki. Men efter interna strider beslöt man att anlita byggmästaren Gabriel Mårtensson Saarenpää från Lappo för resten av kyrkan. För att färdigställa bygget anställdes också 40 timmermän.

## Utseende

### 1700-talet
Trots byggnadsåret är kyrkan en god representant för de österbottniska kyrkorna från 1600-talet. Kyrkans grundform är rektangulär med en sakristia på norra långväggen. Långhuset stöds av fyra blockpelare. Vapenhuset finns på den södra långväggen. Tornet finns vid den västra gaveln och är försett med en åttakantig spira. Tornet är till en tredjedel inbyggt i långhuset. På grund av fel i byggnadsskedet lutar tornet mot söder och kallas ibland i folkmun "Det lutande tornet i Pisa". En folklig tradition på orten säger att tornet lutar för att ryssarna under Stora ofreden försökte dra ner tornet utan att lyckas. Mot öster är spåntaket avfasat och avslutas med en spira. Spiran är utskuren ur en enda stock och avslutas nere enligt barockens stilideal med en liten lökformad utvidgning. Taket är ett högt spånbeklätt kroppåstak. Fönstren var små och rakt avslutade upptill. Invändigt förstärks väggarna av stockkistor, som också gjorde det möjligt bygga långkyrkor i stock. Tjocka dragbalkar sammanbinder hörnen uppe vid takkanten. Balkarna har nertill utformats i ett mönster av omväxlande halvrundade och sågtandsformade dekorationer. Innertaket är flackt valvformat. Koret är enligt gammal kristen tradition placerat i öster. Kunskaperna från skeppsbyggandet syns bl.a. i det välvda innertaket. I sakristian finns en bevarad eldstad från 1760.
Under Stora ofreden 1713–1721 förstörde de ryska trupperna inredningen, fönster och kyrkklockor. De använde kyrkan som stall. Trots att stadsborna hade räddat en hel del av kyrkans inventarier till Sverige förskingrades också de. Folkmun säger att tornet än i dag lutar för att de ryska soldaterna försökte dra ner det med rep. Efter freden i Nystad kunde stadsborna återvända och reparationerna inledas. Under 1700-talet togs en liten kordörr upp på södra långsidan. Kyrkan hade också ett korskrank. Kyrkan målades 1736 av mästaren Olof Ekelund. År 1762 upptogs en kordörr i den södra långväggen. 1772 byggdes en korläktare på norra långväggen ovanför kordörren. Den bekostades av handlanden Johan Nyman. Den utvidgades med en halvrundel på mitten när orgeln kom till kyrkan. En äldre okänd predikstol fanns på den södra långväggen. Den nya predikstolen placeras nära sakristians dörr på den norra väggen 1762. Predikstolen i Närpes kyrka stod modell men kopian i Kristinestad är till sitt utförande mera gedigen och välarbetad. Målarmästare Johan Graan från Björneborg marmorerade och förgyllde predikstolen.
1773 lät rådman Mats Brunck, föreståndaren Casper Lebell en egen läktare på den södra långväggen vid koret utan församlingens tillstånd. 1783 och 1826 förstoras fönstren och avrundas upptill.
Gravgården anlade kring kyrkan 1653 och där finns hjältegravarna från de stupade från de senaste krigen. Söder om klockstapeln finns fyra gravkapell från 1700-talets slut.

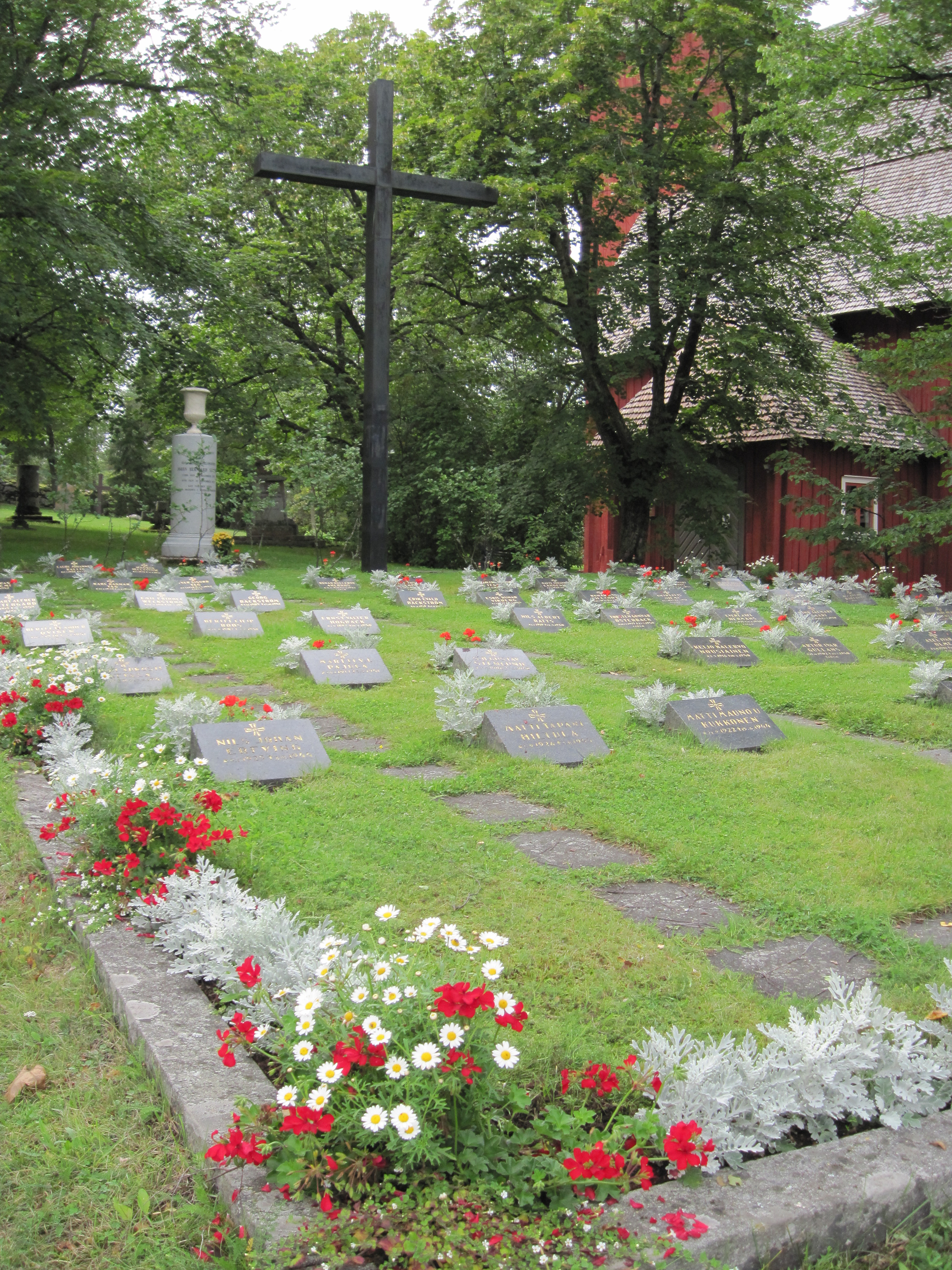
Hjältegravarna vid Ulrika Eleonora kyrka

Kyrkan blev för trång redan på 1700-talet och det fanns planer både på att förlänga den och att göra den till korskyrka. Kyrkan övergavs 1897 när den nya kyrkan togs i bruk. .

### Altartavla
Den tredelade altartavlan köptes 1736 från Stockholm och är målad av Lorens Gottman. Tavlan är en donation. Den nedersta föreställer nattvardens instiftande, den mittersta och största när solen förmörkades vid Kristi kors och den översta Kristi himmelsfärd. Tavlan räknas till en av de förnämsta altartavlorna i Finland. Ramverket inköptes tio år senare också från Stockholm. . Kontakterna till Stockholm visar på stadens ekonomiska uppgång och de livliga förbindelserna till huvudstaden.

### Orgel

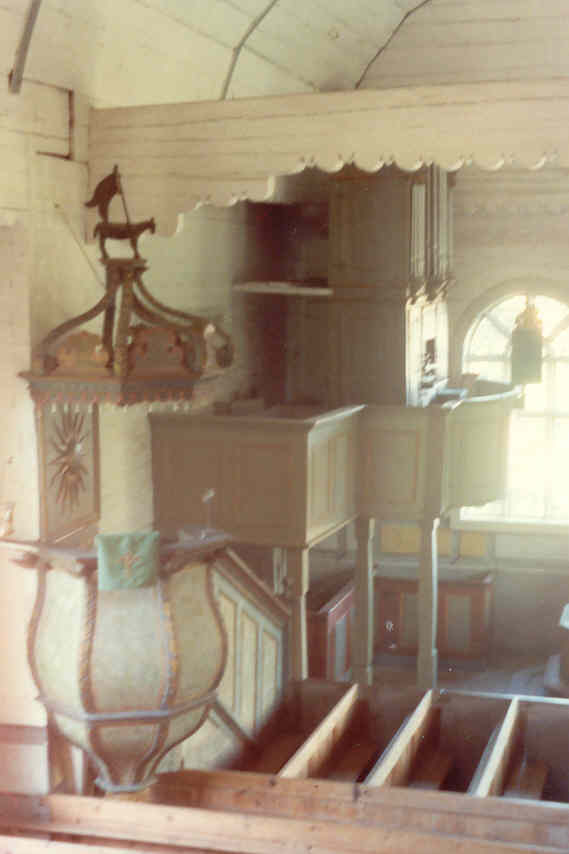
Predikstolen och den lilla orgelläktaren för den vackra orgeln

Kyrkans orgel planerades och byggdes 1775–1776 av Nils Strömbäck, som senare blev en av tidens orgelbyggare i Finland. Orgeln hade 9 stämmor (12 register). Den användes tills nya kyrkan togs i bruk. Orgeln blev sedan oanvändbar då pipor och mycket av mekanismen förstördes. Enligt sägnen skulle metallen i orgelpiporna ha använts under krigsåren 1939-44 för att plombera korven som tillverkades vid den  lokala köttförädlingen. Kantor Juhani Martikainen har satt delar av orgeln i ett spelbart skick.

## Klockstapel
Sydöst om kyrkan finns en fristående klockstapel uppförd 1703. Det är den tredje i ordningen. De tidigare var dåligt byggda. Den uppfördes av Matts Larsson Murick från Nedervetil. Den undre kvadratiska formen är liggtimrad. Överbyggnaden är något mindre och har sex ljudöppningar. Övergången mellan delarna är ett svagt buktat yttertak. Taket har en barockartad svängd kontur med spira. Formspråket ansluter sig mera till klockstaplarna i sydvästra Finland. .

## Restaurering
Kyrkan restaurerades 1958–1964 av Museiverkets konservator Torvald Lindqvist. Vid restaureringen återställdes färgsättningen från 1700-talet och den södra läktaren från 1700-talet revs. År 2005 bevilajde Museiverket ett bidrag på 50000 € för förbättrande av brandsäkerheten och ett nytt spåntak Till Kristinestads kulturfond hör att bidra till kostnaderna för att bevara kyrkan.